# Emirates Club
Der Emirates Club (arabisch نادي الإمارات, DMG Nādī l-Imārāt) ist ein Fußballklub aus den Vereinigten Arabischen Emiraten aus Ra’s al-Chaima.
Aktuell spielt der Verein in der zweiten Liga, der UAE First Division League.

## Geschichte
Der Klub entstand im Jahr 1969 durch eine Fusion der lokalen Klubs al-Ittihad, al-Ahly und al-Shaab unter dem Namen Oman Club. Schon früh war das Team gelegentlich in der UAE League vertreten, konnte sich dort aber nicht dauerhaft etablieren. Im Oktober des Jahres 1982, wurde der Name des Klubs in al-Qadsia umgewandelt. Zwei Jahre später im Juli 1984, fusionierte dieser Klub nun mit al-Taliya und al-Nassr, wodurch der heutige Klub entstand.
Nach der Spielzeit 1983/84 stieg der Klub mit fünf Punkten aus der ersten Liga ab. Zur Saison 1987/88 kehrte man anschließend wieder zurück und konnte auch die Klasse halten. Bereits nach der Spielzeit 1988/89 wäre es mit nur drei gesammelten Punkten dann aber wieder runter gegangen, jedoch gab es in dieser Spielrunde keine Absteiger. Absteiger gab es dann wieder nach der Spielzeit 1991/91, als man mit 27 Punkten nach verlorener Relegation gegen Kalba absteigen musste. Danach landete das Team zeitweise sogar in der dritten Liga. Nach der Spielzeit 1996/97 konnte es hieraus aber wieder als Meister aufsteigen. Zur Spielzeit 1999/2000 kehrte man dann erstmals nach gut acht Jahren wieder in die höchste Liga des Landes zurück. Nach der Folgesaison stieg man aber durch eine Niederlage in der Relegation erneut ab. Zur Spielzeit 2003/04 kehrte die Mannschaft wieder einmal zurück, diesmal gab es wieder keine Absteiger, daher hatten die nur drei gesammelten Punkte aus der Hauptrunde auch keine wirklichen Auswirkungen. Von nun an konnte sich der Klub erst einmal eine Zeit lang über dem Strich halten. Dies hielt dann bis zur Saison 2007/08, nach der man wieder absteigen musste.
Zur Saison 2009/10 gelang dann erneut ein Aufstieg. Nach dem Ende der Spielzeit ging es aber auch wieder runter. Abseits von Ligawettbewerb schaffte man es aber erstmals den Presidents Cup im Finale gegen al-Shabab zu gewinnen. Später gewann der Klub zudem noch den Super Cup mit 3:1 gegen al-Wahda. Direkt zur Spielzeit 2011/12 ging es wieder hoch und direkt wieder runter. Aber auch hieraus ging es sofort zur Saison 2013/14 wieder nach oben. Diesmal hielt man sich wieder einige Jahre, kam jedoch erneut nie aus dem Abstiegskampf heraus. Nach der Spielzeit 2018/19 stieg man dann als Vorletzter mit 18 Punkten wieder ab. Zuletzt stieg man zur Saison 2021/22 wieder auf, aber am Saisonende auch direkt wieder ab.

## Erfolge
- UAE First Division League: 1977/78, 1983/84, 1996/97, 2002/03, 2012/13
- UAE President’s Cup: 2009/10
- UAE Arabian Gulf Super Cup: 2010